# Kevin Sullivan
Kevin Francis Sullivan (Boston, Massachusetts, 26 de outubro de 1949 – 9 de agosto de 2024) foi um lutador de wrestling profissional e booker estadunidense. Ele era bastante conhecido pelas feuds com Dusty Rhodes e Mike Graham, na Championship Wrestling from Florida, parte da National Wrestling Alliance.
Na World Championship Wrestling, teve rivalidades com os superstars Hulk Hogan e Chris Benoit. No tempo da WCW, Sullivan foi conhecido como The Taskmaster.
Foi manager de Cactus Jack, The Giant, One Man Gang e Diesel/Oz. Sullivan acumula títulos em diversas promoções, destacando Championship Wrestling from Florida, Georgia Championship Wrestling, Jim Crockett Promotions e World Championship Wrestling, onde teve o WCW World Tag Team Championship por uma vez com Cactus Jack.
Sullivan apareceu apenas em circuitos independentes de wrestling profissional, após a sua saída da World Championship Wrestling em 2001.